# Escobaria sneedii subsp. orcuttii

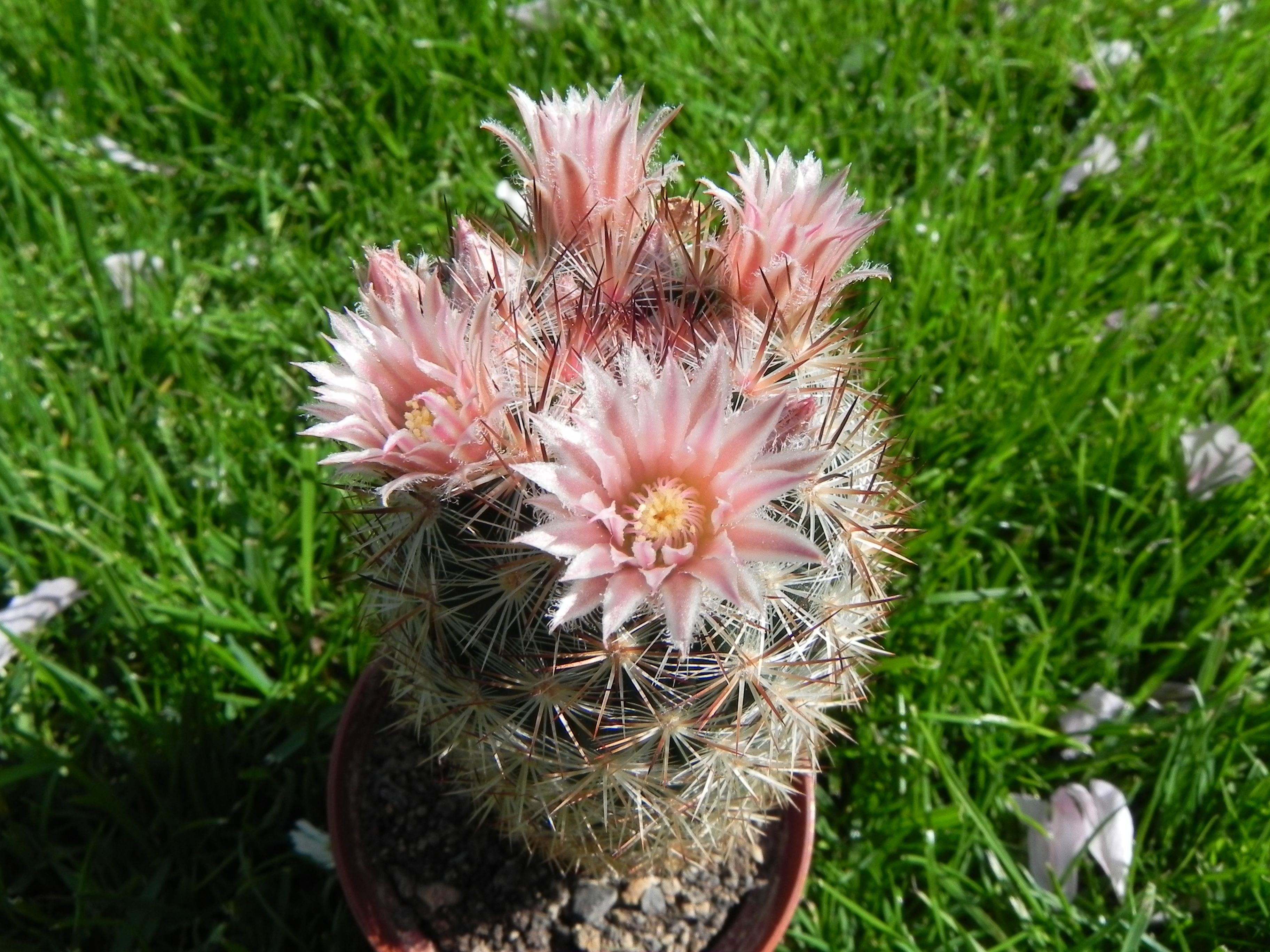
Escobaria orcuttii SB257

Escobaria sneedii subsp. orcuttii ist eine Unterart der Pflanzenart Escobaria sneedii in der Gattung Escobaria aus der Familie der Kakteengewächse (Cactaceae). Das Epitheton orcuttii ehrt den US-Amerikaner Charles Russell Orcutt. Ein englischer Trivialname ist „Snowball Beehive Cactus“.

## Beschreibung
Escobaria sneedii subsp. orcuttii wächst in der Regel einzeln und sprosst nur gelegentlich. Die zylindrischen Triebe weisen Durchmesser von 9 Zentimeter auf und erreichen Wuchshöhen von bis zu 15 Zentimeter. Die Warzen sind 4 bis 12 Millimeter lang. Die neun bis 22 weißen Mitteldornen besitzen eine dunklere Spitze und weisen Längen von 0,9 bis 2,2 Zentimeter auf. Die 30 bis 57 ebenfalls weißen Randdornen sind bis zu 2,5 Zentimeter lang.
Die mehr oder weniger rosafarbenen Blüten erreichen Durchmesser von 1,2 bis 2 Zentimeter. Die schlank ellipsoid-keulenförmigen Früchte sind rot. Gelegentlich sind einige auch grün.

## Systematik und Verbreitung
Escobaria sneedii subsp. orcuttii ist in den Vereinigten Staaten im Südosten des Bundesstaates Arizona und im Südwesten von New Mexico verbreitet.
Die Erstbeschreibung als Escobaria orcuttii durch Friedrich Bödeker wurde 1933 veröffentlicht. Jonas M. Lüthy stellt die Art 1999 als Unterart zu Art Escobaria sneedii. Nomenklatorische Synonyme sind Coryphantha strobiliformis var. orcuttii (Boed.) L.D.Benson (1969), Coryphantha orcuttii (Boed.) Zimmerman (1972) und Neolloydia orcuttii Rose ex Orcutt (1926, nom. inval. ICBN-Artikel 32.1c?).

## Nachweise